# Predavec Križevački
Predavec Križevački falu Horvátországban Kapronca-Kőrös megyében. Közigazgatásilag Sveti Ivan Žabnóhoz  tartozik.

## Fekvése
Kőröstől 10 km-re délkeletre, községközpontjától 1 km-re délnyugatra fekszik.

## Története
1857-ben 215, 1910-ben 273 lakosa volt. Trianonig Belovár-Kőrös vármegye Körösi járásához tartozott. 2001-ben 116 lakosa volt.

## Külső hivatkozások
A község hivatalos oldala